# Leapmotor C16
Le Leapmotor C16 est un SUV produit par Leapmotor en 2024.

## Présentation
Le C16 est présenté en juin 2024. Il sera pour l'instant commercialisé en Chine.

## Caractéristiques techniques

### Motorisations
En Chine, le Leapmotor C16 est proposé dans une seule version 100 % électrique avec un moteur de 292 ch.